# Klaus Michael Baur
Klaus Michael Baur (* 1957 in Karlsruhe) ist ein deutscher Verleger und Journalist. Er ist Herausgeber, Chefredakteur und Geschäftsführer der Badischen Neuesten Nachrichten (BNN) in Karlsruhe. Baur ist Mitglied im Vorstand des Verbandes Süddeutscher Zeitungsverleger Stuttgart (VSZV).

## Leben und Wirken
Klaus Michael Baur geb. Willimek startete seine journalistische Laufbahn im Alter von 22 Jahren bei den Badischen Neuesten Nachrichten (BNN). Jahrzehntelang prägte Klaus M. Baur in verschiedenen verantwortungsvollen Positionen journalistisch die Zeitung. Er wurde 2000 zum Chefredakteur und 2005 von seinem Onkel, dem Verleger Hans Wilhelm Baur, adoptiert und zudem zum Herausgeber und Geschäftsführer ernannt. Seit dem Tod von Hans Baur 2015 ist er auch Verleger der BNN. 
Baur entwickelte die BNN in einen crossmedial arbeitenden Verlag, zu dem seit 2021 auch das Badische Tagblatt gehört. Die Badischen Neuesten Nachrichten gehören nach Angaben des Verlags zu den wichtigsten Medienunternehmen in Baden-Württemberg.

## Publikationen (Auswahl)
- Karlsruher Sommer-Märchen: die Fächerstadt feiert 300. Geburtstag, Verlag BNN Karlsruhe 2015, ISBN 978-3-00-051143-1
- Im Wildpark unvergessen: 50 KSC-Spielerportraits aus 50 Jahren Bundesliga, Badendruck Karlsruhe 2014, ISBN 978-3-00-045352-6